# YIVO

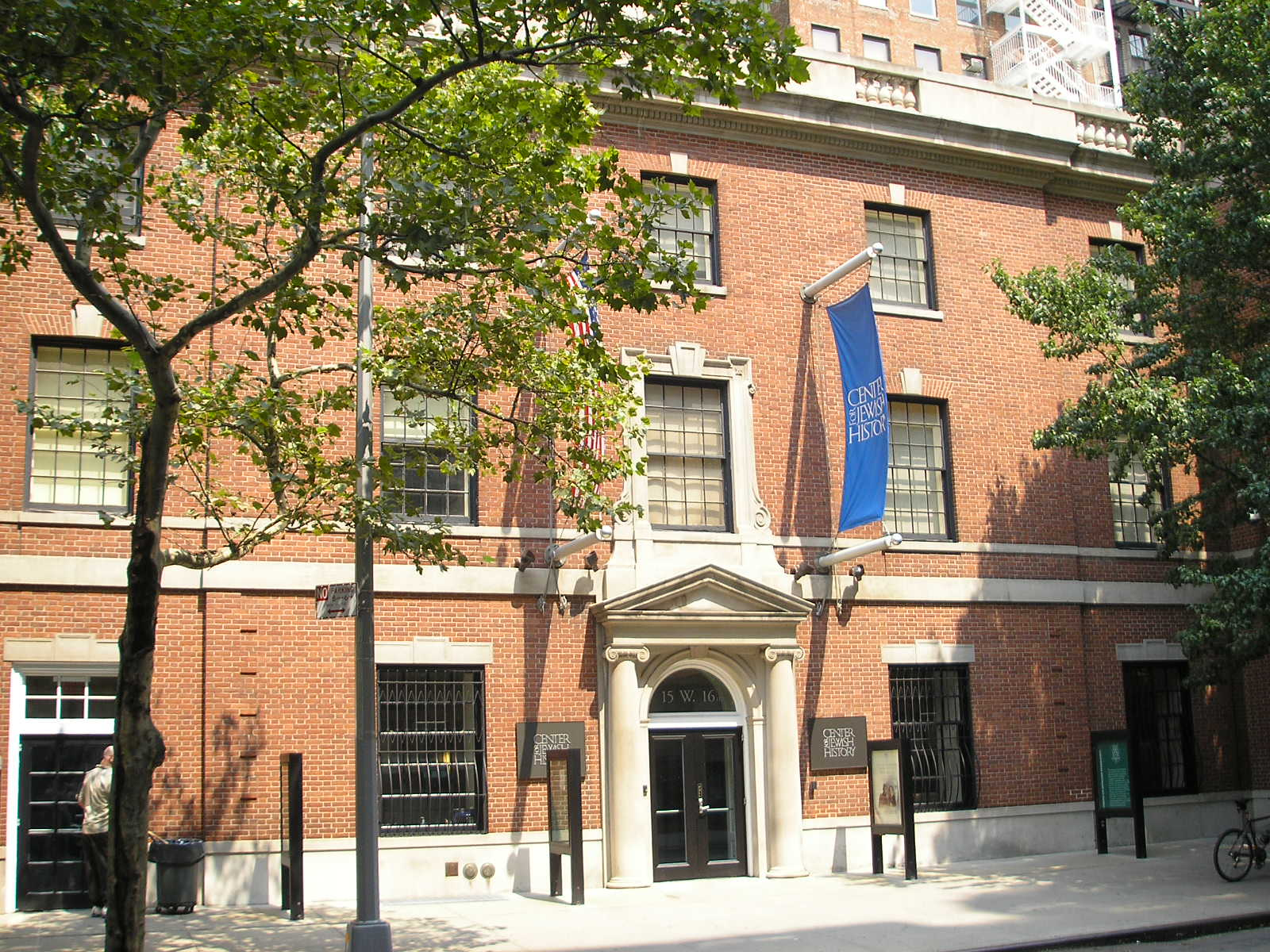
YIVO przy 16th Street w Nowym Jorku

YIVO (jid. ‏ייִוואָ‎) – instytucja naukowa założona w 1925 roku w polskim podówczas Wilnie, pod nazwą Żydowski Instytut Naukowy (jid. ייִדישער וויסנשאַפֿטלעכער אינסטיטוט / Jidiszer Wisnszaftlecher Institut). Skrót ten jest akronimem jego pierwotnej nazwy. Przemianowane na YIVO Institute for Jewish Research, od 1940 roku ma siedzibę w Nowym Jorku i prowadzi badania m.in. nad językiem jidysz.
Poza tym YIVO gromadzi, ratuje i przechowuje wszelkie źródła i materialne ślady dorobku kultury żydowskiej, a zwłaszcza Żydów aszkenazyjskich. W bibliotece instytutu w Nowym Jorku znajduje się ponad 360 tys. woluminów, z których najstarsze datowane są na początek XVI w. W archiwum przechowywanych jest ponad 22 mln różnego rodzaju dokumentów, fotografii, nagrań, plakatów, filmów i innych artefaktów.
Współtwórcą i kierownikiem wileńskiego oddziału instytutu był językoznawca Max Weinreich, który od 1940 roku pracował w YIVO w USA. Wileński oddział w okresie istnienia posiadał 40 000 woluminów oraz wiele cennych rękopisów, w tym dokumenty i listy Lwa Tołstoja, Icchoka Lejba Pereca, Alfreda Landaua czy Szolema Alejchema. Instytut organizował wystawy i wykłady wielu wybitnych osobistości, zajmował się zbieraniem i opracowywaniem materiałów naukowych, prowadził badania nad językiem, kulturą i folklorem, a także wspierał programy badawcze. Przy YIVO działało Muzeum Sztuki. W sierpniu 1935, na światowym zjeździe YIVO w Wilnie gościli między innymi malarz Marc Chagall i historyk Szymon Dubnow. W 1941 roku, po wkroczeniu Niemców do Wilna, do budynku Instytutu zwieziono dzieła i książki zrabowane z żydowskich bibliotek, muzeów i mieszkań prywatnych, a dodatkowo w budynku skoszarowano wojsko. Część ze zbiorów YIVO została zniszczona przez nazistów, część wywieziona w głąb Rzeszy, a część ukryta przez grupę Żydów pracujących dla Einsatzstab Reichsleiter Rosenberg, w tym przez poetę Abrahama Suckewera, i wydobyta po wojnie.